# 孙宝刚
孙宝刚（1909年—1990年），江蘇金山人，中華民國軍官及政治人物。

## 生平
孫寶剛东吴大学物理系毕业後，东渡日本留学，就讀於陆军士官学校，26岁回国参军。曾任馮庸大學物理教員，1937年後任一五四師九二團團長、一八六師參謀處長、五十四軍高參、軍令部第二廳辦公室主任參謀、第四戰區長官部高參、廣州行轅副官處長。
抗日勝利後成立中国民主社会党。1946年11日张君劢决定参加中国国民党召开的国民大会，准备提交民社党名单，孙宝刚、汪世铭等抨击张君励越权专断，经伍宪子调停無效，双方坚持意见，终致破裂。沙彦楷等以民社党革新派的名义发表文告，响应「五一」号召，将孙宝刚、罗坚白等开除。
1949年流亡香港，1950年代熱衷於國共之外的「第三勢力」，由美方資助印行《民主與自由》週刊，並出版《新社會》雜誌，又參與籌組「民主反共建國同盟」。對香港的政治與社會民生多有關注，在1954年計劃成立民主社會主義研究協會（Association to Study Democratic Socialism），並嘗試以宣揚民主社會主義為理由，向港英政府申請註冊為合法社團。他倡議在香港實行憲政改革，在英聯邦內成立民主自治政府，並有於社區舉辦講座，以宣揚其自治政府的理念。1956年由張發奎資助旅費赴印度出席亞洲各國社會黨代表會議。孫寶剛亦曾於1964年創立香港社會民主黨，同年，他往英國遊說政界人物，會見了英國工黨議員如約翰．藍欽（John Rankin，1889–1973）和阿瑟．博圖姆雷（Arthur Bottomley，1907–1995）等，希望他們支持其政治理念。可是，港英政府最終於信件表明無法支持他的政治理念，令他開始對香港內推行自治運動抱持悲觀態度，亦對港英政府抱持更加批判的態度，指出視香港為民主之窗是個笑話，因為英屬香港政府只聽從英國政府，而不理會香港人民訴求，而主因港英政府不容許香港有政黨。
晚年在香港精武體育會傳授八卦掌，著有《社會主義者國際與亞洲社會黨會議》等書籍與文章。

## 著作選錄
- 孫寶剛，《社會主義者國際與亞洲社會黨會議》。香港：新社會出版社，1953。
- 孫寶剛，〈論香港自治是否成熟〉，《新社會》新第1 卷第3 期（1965年9 月），頁2–3。
- 孫寶剛，〈直布羅陀與香港〉，《新社會》新第1 卷第5 期（1965年11 月），頁2。
- 孫寶剛，〈政策、方法與人〉，《新社會》新第1 卷第6 期（1966年1 月），頁3–4。
- 孫寶剛，〈關於香港的自治問題〉，《新社會》新第1 卷第7 期（1966年4 月），頁2–4。
- 孫寶剛，〈港督說要「堅決保障安寧」〉，《新社會》新第1 卷第8 期（1966年7 月），頁2。
- 孫寶剛，〈英藍堅議員對香港政制改革的建議〉，《新社會》新第1 卷第9 期（1966年12 月），頁2–3。
- 孫寶剛，〈為什麼每個人都應參加政治〉，《新社會》新第1 卷第10 期（1967年1 月），頁2–3。
- 孫寶剛，〈我們會不會治理香港〉，《新社會》新第1 卷第11 期（1967年2 月），頁3–4。
- 孫寶剛，〈財政預算問題〉，《新社會》新第1 卷第12 期（1967年3 月），頁2–3、11。